# Sono innamorata (ma non tanto)/Non è questo l'addio
Sono innamorata (ma non tanto)/Non è questo l'addio è un singolo della cantante italiana Marisa Sannia pubblicato nel 1967 dalla Fonit Cetra.
Con il brano Non è questo l'addio ha partecipato alla Mostra internazionale di musica leggera 1968.

## Tracce
1. Sono innamorata (ma non tanto)
2. Non è questo l'addio